# Bolívar Echeverría
Bolívar Echeverría (* 2. Februar 1941 in Riobamba; † 5. Juni 2010 in Mexiko-Stadt) war ein ecuadorianisch-mexikanischer Wissenschaftler, Philosoph und Schriftsteller mit den Arbeitsschwerpunkten Kritische Theorie und Kulturphilosophie.

## Leben
Echeverría studierte von 1962 bis 1966 an der FU Berlin für den Magister Artium in Philosophie, erhielt 1974 an der Universidad Nacional Autónoma de México (UNAM) in Mexiko das Lizentiat (Licenciatura) in Philosophie, 1991 dort den Magister (Maestría) in Volkswirtschaftslehre und 1997 den Doktorgrad der Philosophie. Von 1973 an arbeitete er an der UNAM, seit 1988 als Titularprofessor an der Facultad de Filosofía y Letras: Fakultät für Philosophie und Kulturwissenschaften („Philologien“). Er hielt weltweit zahlreiche Vorträge und Seminare, z. B. Universität Frankfurt am Main, 10. Nov. 1994: Die Moderne außerhalb Europas. Der Fall Lateinamerika.

## Publikationen

### In spanischer Sprache (Auswahl)
- El Discurso Crítico de Marx, ERA, Mexiko 1986.
- Sobre el materialismo. Modelo para armar. Universidad Nacional Autónoma de México, Mexiko, 1990.
- Conversaciones sobre lo barroco. (Gemeinsam mit Horst Kurnitzky). Universidad Nacional Autónoma de México, Mexiko, 1993.
- Las ilusiones de la modernidad. UNAM und El Equilibrista, Mexiko, 1995.
- La Modernidad de lo Barroco, ERA, Mexiko  1998.
- Definición de la Cultura, Itaca/UNAM, Mexiko 2001.
- Vuelta de Siglo, ERA, Mexiko, 2006. (Preis Premio Libertador Simón Bolívar al Pensiamiento Crítico 2007)
- Modernidad y blanquitud, Mexiko-Stadt: Era, 2010. 243 pp.
- Siete aproximaciones a Walter Benjamin, Bogotá: Ediciones Desde Abajo, 2010. 133 pp.
- El materialismo de Marx. Discurso crítico y revolución. En torno a las tesis sobre Feuerbach de Karl Marx, Mexiko-Stadt: Itaca, 2011. 128 pp.
- Ensayos políticos, Quito: Ministerio de Coordinación de la Política y Gobiernos Autónomas Descentralizados, 2011. 260 pp.
- Discurso crítico y modernidad. Ensayos escogidos, Bogotá: Ediciones Desde Abajo, 2011. 351 pp.
- Modelos elementales de la oposición campo-ciudad. Antotaciones a partir de una lectura de Braudel y Marx, Mexiko-Stadt: Itaca, 2013. 107 pp.
- ¿Qué es la modernidad?, Mexiko-Stadt: UNAM, Dirección General de Publicaciones y Fomento Editorial.
- Ziranda, Mexiko-Stadt: Era, 2019, 64 pp.

### Auf Deutsch erschienene Texte
- Einleitung. In: Ernesto Guevara: Hasta la victoria siempre! Eine Biographie mit einer Einführung von Bolívar Echeverría. Zusammengestellt von Horst Kurnitzky, Übersetzt von Alex Schubert. Verlag Peter von Maikowski, Berlin 1968, S. 7–18.
- mit Horst Kurnitzky: Vorwort. In: André Gunder Frank, Ernesto Che Guevara, Mauro Marini, Luis Vitale u. a.: Kritik des bürgerlichen Antiimperialismus. Entwicklung der Unterentwicklung. Acht Analysen zur neuen Revolutionstheorie in Lateinamerika. (Reihe: Rotbuch, Nr. 15). Herausgegeben von Bolívar Echeverría und Horst Kurnitzky. Wagenbach, Berlin 1969, S. 7–13. (Zweite Auflage: Lateinamerika. Entwicklung der Unterentwicklung. (Reihe: Politik, Nr. 15). 1975)
- Postmoderne und Zynismus. Revolution, Nation und Demokratie – die drei Mythen der Moderne. Übersetzt von Stefan Gandler. In: Die Beute. Zeitschrift für Politik und Verbrechen. Heft 11: Dispositive der Macht. ID Verlag, Berlin 1996, OCLC 249027522, S. 80–94.
- Das Nichtlebbare zu leben. Kritik der Moderne & Widerstand. edition assemblage, Münster 2013, ISBN 978-3-942885-51-5.
- Für eine alternative Moderne. Studien zu Krise, Kultur und Mestizaje. Herausgegeben von David Graaff, Javier Sigüenza und Lukas Böckmann, Argument Verlag, Hamburg 2021, ISBN 978-3-86754-111-4.